# Organització juvenil

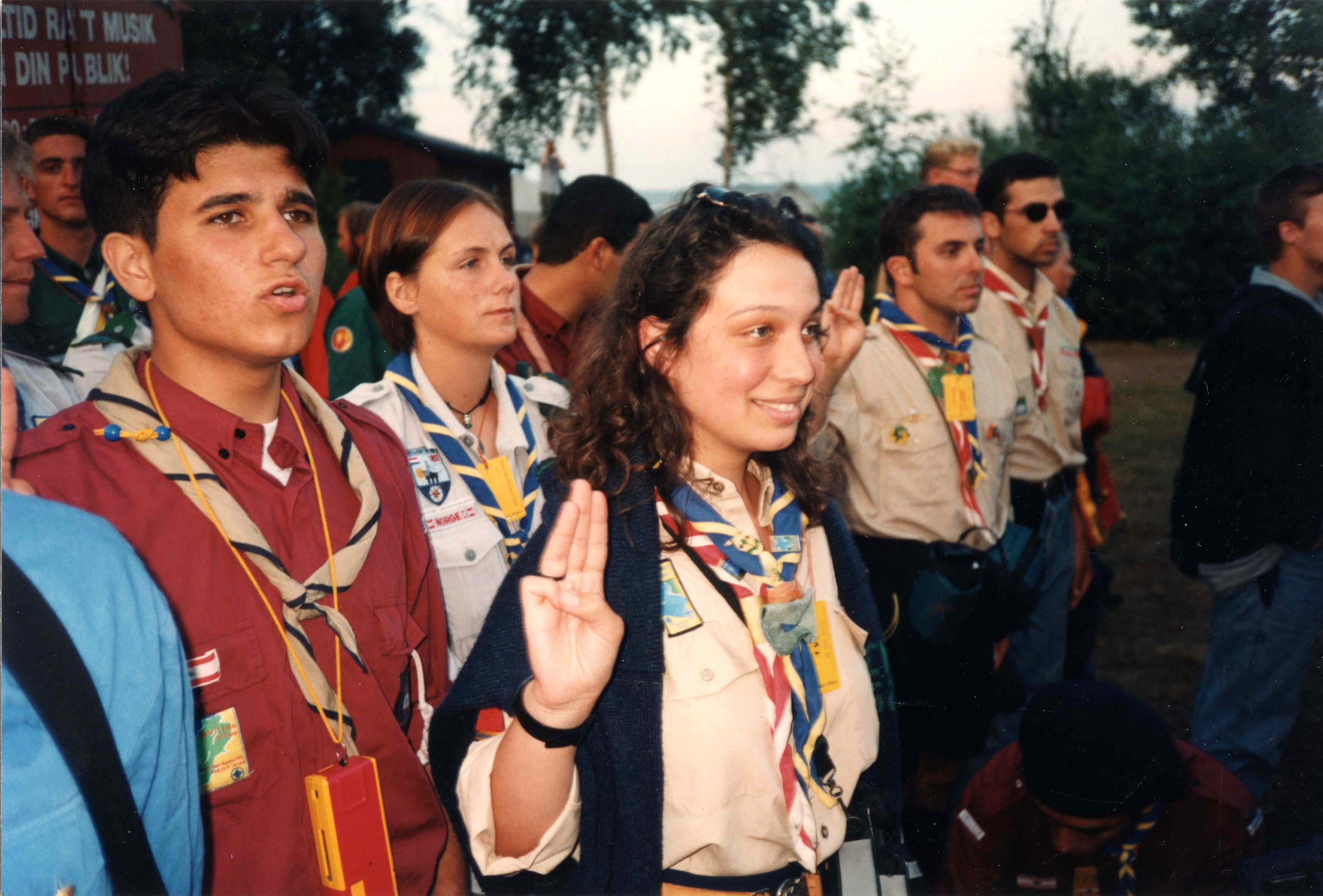
Un bon exemple d'un moviment juvenil internacional és l'escoltisme.

Una organització juvenil és una organització sense ànim de lucre centrada en els joves per a la seva educació i socialització. La majoria d'aquests moviments tenen ideals o valors que intenten transmetre als seus membres com l'espiritualitat, l'autonomia i la convivència.
Sovint, un moviment està format per diversos grups locals. Aquests moviments també tenen com a objectiu generalment l'aprenentatge de la vida en grup, el desenvolupament personal, la recerca de la identitat i, de vegades, la vida a la natura.